# 다비드 사쿠라이
다비드 사쿠라이(덴마크어: David Sakurai, 1979년 7월 19일 ~ )은 덴마크의 배우, 무술가이다.

## 출연 작품
- 언브로큰: 패스 투 리뎀션 (2018)
- 하우스와이프 (2017)
- 가라데로 죽여라 (2016)
- 리자의 달콤, 살벌한 연애  (2015)
- 사라짐의 순서: 지옥행 제설차 (2014)